# FCW (プロレス)
FCW（Florida Championship Wrestling）は、アメリカ合衆国のプロレス団体。本拠地はフロリダ州タンパに置かれている。

## 歴史
WWEの下部団体であるDSWがWWEとの関係を解消したことで設立されたファーム団体。団体名は1988年から1991年まで活動していた同名団体からあやかった。
2007年6月26日、タンパで旗揚げ戦を開催。
2012年8月、NXTとして始動。

## タイトル
- FCWフロリダヘビー級王座
- FCWフロリダタッグ王座
- FCW南部ヘビー級王座
- FCWジャック・ブリスコ15王座
- FCWディーヴァズ王座
- クイーン・オブ・FCW

## WWEに輩出した所属選手

### スーパースター
- アルベルト・デル・リオ（Alberto Del Rio）（アルベルト・バンデラス、ドス、ドス・カラス・ジュニア）
- アレックス・ライリー（Alex Riley）
- アントニオ・セザーロ（Antonio Cesaro）（クラウディオ・カスタニョーリ）
- イーライ・コットンウッド（Eli Cottonwood）
- ヴァンス・アーチャー（Vance Archer）
- ウェイド・バレット（Wade Barrett）（ステュー・サンダース）
- ウラジミール・コズロフ（Vladimir Kozlov）
- エイブラハム・ワシントン（Abraham Washington）
- エピコ（Epico）（ティト・コロン）
- カート・ホーキンス（Curt Hawkins）
- カヴァル（Kaval）（ロウ・キー）
- カマーチョ（Camacho）（ドニー・マーロウ）
- キザーニー（Kizarny）
- ギャビン・スピアーズ（Gavin Spears）
- ケイレン・クロフト（Caylen Croft）
- ケビン・ハックマン（Kevin Hackman）
- コフィ・キングストン（Kofi Kingston）
- サカモト（Sakamoto）（KAZMA）
- ジェイ・ウーソ（Jay Uso）
- ジェイコブ・ノヴァック（Jacob Novak）
- シェイマス（Sheamus）（シェイマス・オショネシー）
- ジミー・ウーソ（Jimmy Uso）
- ジャクソン・アンドリュース（Jackson Andrews）（サイラス）
- ジャスティン・ガブリエル（Justin Gabriel）（PJブラック）
- ジャック・スワガー（Jack Swagger）
- ジョニー・カーティス（Johnny Curtis）
- ジンダー・マハル（Jinder Mahal）（タイガー・ラジ・シン）
- スキップ・シェフィールド（Skip Sheffield）
- スコッティ・ゴールドマン（Scotty Goldman）（コルト・カバナ）
- タイソン・キッド（Tyson Kidd）（スタンピード・キッド）
- タイタス・オニール（Titus O'Neil）
- タイラー・レックス（Tyler Reks）
- ダニエル・ブライアン（Daniel Bryan）（ブライアン・ダニエルソン）
- ダミアン・サンドウ（Damien Sandow）（アイドル・スティーブンス）
- ダレン・ヤング（Darren Young）
- DJガブリエル（DJ Gabriel）
- テッド・デビアス・ジュニア（Ted DiBiase Jr.）
- デビッド・オタンガ（David Otunga）（ドーソン・アレクサンダー）
- デビッド・ハート・スミス（David Hart Smith）（ハーリー・スミス）
- デリック・ベイトマン（Derrick Bateman）
- ドリュー・マッキンタイア（Drew McIntyre）
- トレント・バレッタ（Trent Barreta）
- パーシー・ワトソン（Percy Watson）
- バイロン・サクストン（Byron Saxton）
- ハスキー・ハリス (Husky Harris)
- ヒース・スレイター（Heath Slater）（ヒース・ミラー）
- フニコ（Hunico）（インコグニート）
- プリモ（Primo）
- ブローダス・クレイ（Brodus Clay）（G・リラ）
- マイク・ノックス（Mike Knox）
- マイケル・ターヴァー（Michael Tarver）
- マイケル・マクギリカティ（Michael McGillicuty）（ジョー・ヘニング）
- マヌ（Manu）
- メイソン・ライアン（Mason Ryan）
- ヨシ・タツ(Yoshi Tatsu)（山本尚史）
- ラッキー・キャノン（Lucky Cannon）
- リカルド・ロドリゲス（Ricardo Rodriguez）
- リッキー・オルティズ（Ricky Ortiz）

### ディーヴァ
- アクサナ（Aksana）（ジビル・ラウドニーネ）
- アリシア・フォックス（Alicia Fox）（ビクトリア・クロフォード）
- AJ（AJ）（エイプリル・ジャネット）
- エデン・スタイルズ（Eden Stiles）（ブランディ・ローデス）
- キャメロン（英語版）（Cameron）（アリアン・アンドリュー、キャメロン・リン）
- ケイトリン（Kaitlyn）（チェレステ・ボニン）
- ビバリー（オランダ語版）（Beverly）（ビバリー・ミュリンス、コートニー・テイラー）
- サバンナ（Savannah）（アンジェラ・フォン）
- ジェイミー・キース（Jamie Keyes）（ブリタニー・ビービ）
- セリーナ（Serena）（セリーナ・ディーブ）
- ソフィア・コルテス（英語版）（Sofia Cortez）（イヴェリッセ・ベレス）
- タミーナ（Tamina）（サロナ・ライアー）
- ティファニー（Tiffany）（タリン・テレル）
- ナオミ（英語版）（Naomi）（トリニティ・マクレイ）
- マキシン（Maxine）（キャーリー・ペレス）
- レナ・ヤダ（英語版）（Lena Yada）
- ローザ・メンデス（Rosa Mendes）（ミレーナ・ルッカ）

## 歴代所属選手

### スーパースター
- DTポーター（DT Porter）
- エイデン・フロスト（Aiden Frost）
- エスピラル（Espiral）（シコデリコ・ジュニア）
- カフー（Kafu）
- カルバン・レインズ（Calvin Raines）（ケイレブ・オニール）
- キース・ウォーカー（Keith Walker）
- クリス・ローガン（Kris Logan）（ブライアン・ケイジ）
- クリストフ・ヘルツォーク（Christoph Herzog）（バンビキラー）
- ケーブル・ジョーンズ（Cable Jones）
- コンラッド・タナー（Conrad Tanner）
- ジャイアント・タイタン（The Giant Titan）
- ジロー (Jiro)
- ドレイク・ブリュワー（Drake Brewer）（ジョー・ドーリング）
- ショーン・オズボーン（Shawn Osborne）
- スウィート・パピ・サンチェス（Sweet Papi Sanchez）
- チャールズ・エヴァンス（Charles "The Hammer" Evans）
- ディラン・クレイン（Dylan Klein）
- デショーン・ビショップ（DeSean Bishop）（ネイビーブルー）
- テディ・ハート（Teddy Hart）
- トミー・テイラー（Tommy Taylor）
- トロイ・ジャックマン（Troy Jackman）
- バック・ディション（Buck Dixon）（シェーン・カンタベリー、シェーン・ゴッドウィン）
- ピーター・オルロフ（Peter Orlov）（アレックス・コズロフ）
- ファフド・ラクマン（Fahd Rakman）
- ブラッド・アレン（Brad Allen）（ブラッド・アティテュード）
- フレッチャー・チェイス（Fletcher Chase）
- ベニシオ・サラザール（Benicio Salazar）
- ボビー・ダッチ（Bobby Dutch）（ビル・カール）
- マック・ヘットフィールド（Mack Hetfield）（マシュー・ジャスティス）
- ラッセル・ウォーカー（Russell Walker）（ルーベン・デ・ヨング）
- ルーペ・サンティアゴ（Lupe Santiago）
- ルディ・パーカー（Rudy Parker）
- レノックス・マッケンロー（Lennox McEnroe）
- ロバート・アンソニー（Robert Anthony）（エゴティスティコ・ファンタスティコ）
- ロブ・テリー（Rob Terry）

### ディーヴァ
- ジェマ・パーマー（英語版）（Jemma Palmer）（ペネロペ・カーウィン）
- シャンテール・テイラー（英語版）（Shantelle Taylor）（シャンテール・マロウスキー、テイラー・ワイルド）
- ペニー・キャッシュ（Penny Cash）（ジェニー・クイン）
- レイシー・フォン・エリック（英語版）（Lacey Von Erich）（レイシー・アドキンソン）
- リア・ウエスト（Leah West）（アレックス・リー）
- ソニア（Sonia）（シュー・ヤン）